# Paris Bryant
Paris Bryant (* 20. März 1970 in Louisville, Kentucky) ist ein ehemaliger US-amerikanischer Basketballspieler, der auch die österreichische Staatsbürgerschaft besitzt. Nach dem Studium wechselte Bryant als Profi nach Österreich und wurde Ende der 1990er eingebürgert. In der Folge spielte Bryant unter anderem in verschiedenen europäischen Ligen, darunter auch bei mehreren Vereinen in der deutschen Basketball-Bundesliga (BBL). Zuletzt war Bryant als Spieler 2007 in Wien aktiv. Nach Karriereende kehrte Bryant in seine Heimat zurück.

## Karriere
Geboren in Louisville ging Bryant auf der anderen Seite des Ohio River in Jeffersonville zur Schule. Als talentierter Basketballspieler bekam er ein Stipendium der University of Wyoming in Laramie, für dessen Hochschulmannschaft Cowboys er bis 1991 damals noch in der Western Athletic Conference der NCAA Division I spielte. Die Cowboys hatten 1987 und 1988 die Conference gewonnen, Bryant verpasste aber 1991 in einer Mannschaft zusammen mit den späteren NBA-Profis Reggie Slater und Tim Breaux eine weitere Meisterschaft. Im Anschluss verlor Bryant die NCAA-Zulassung und konnte daher nicht mehr für die Cowboys spielen. Bryant war damit ohne Spielmöglichkeit in der Hochschulliga, die für die NBA eine wichtige Quelle zur Gewinnung neuer Spieler darstellt.
So entschloss sich Bryant, eine Karriere als Profi in Europa zu beginnen und schloss sich 1993 dem „UBC Stahlbau“ aus dem österreichischen Oberwart an. Der burgenländische Verein verpasste 1994 knapp den Aufstieg in die höchste nationale Spielklasse und stieg erst nach einer unbesiegten Spielzeit 1995 in die damals noch „A-Liga“ genannte Basketball Superliga auf. Beim Finalturnier im Basketball-Pokal 1995 besiegt der B-Liga-Verein alle Erstligisten und gewann erstmals einen nationalen Titel. Bereits in der zweiten Erstliga-Saison erreichte man 1997 die Finalserie um die Meisterschaft, die der UBC St. Pölten zum dritten Mal in Folge gewann. In der darauffolgenden Spielzeit 1997/98 überstand man die Qualifikationsrunde des europäischen Vereinswettbewerbs Korać-Cup und gewann die reguläre Saison mit 16 Siegen aus 18 Spielen. In der Meisterschafts-Finalserie musste man jedoch erneut Double-Gewinner St. Pölten den Vortritt lassen.
Nachdem Bryant die österreichische Staatsbürgerschaft erworben hatte, besetzte er in der Folge der Bosman-Entscheidung keine Ausländerposition mehr in europäischen Mannschaften. Für die Spielzeit 1998/99 wurde er dann vom italienischen Erstligisten Mens Sana Basket aus Siena verpflichtet, die damals den Sponsorennamen „Ducato“ trugen. Zum Jahreswechsel gaben die Toskaner ihn an den Zweitligisten Serapide aus dem süditalienischen Pozzuoli ab. Der Zweitligist zog gerade ins benachbarte Neapel um und wurde später in Basket Napoli umbenannt. Für die Saison 1999/2000 wechselte Bryant in die zweite griechische Liga A2 Ethniki zum thessalischen Verein AE aus Larisa, die sich jedoch im unteren Tabellendrittel platzierten.
2000 kehrte Bryant in den deutschsprachigen Raum zurück. Der frühere Leverkusener Meistertrainer Dirk Bauermann hatte in der Spielzeit 1999/2000 den griechischen Zweitligisten Apollon Patras trainiert und brachte aus Griechenland neben Daren Queenan bei seiner Rückkehr in die deutsche Bundesliga Paris Bryant mit zu Brandt Hagen. Ebenfalls wurde für die Spielzeit 2000/01 Bryants Mannschaftskamerad aus Collegezeiten Tim Breaux verpflichtet, der mittlerweile nach NBA-Stationen ebenfalls in Europa spielte. So sollte der westfälische Traditionsverein zurück in die deutsche Spitze geführt werden. Der ehemalige NBA-Meister Breaux verließ den Verein jedoch vorzeitig nach zehn Spielen und wurde mit Drew Barry durch einen weiteren ehemaligen NBA-Profi ersetzt. Bryant zeigte mit durchschnittlich 18 Punkten pro Spiel noch halbwegs ordentliche Leistungen, trotzdem misslang die Saison nahezu völlig und der Verein konnte nach nur neun Siegen in 26 Spielen der Hauptrunde den Klassenerhalt erst in einer Qualifikationsrunde sicherstellen. Bauermann kehrte zunächst nach Griechenland zurück, während sich Bryant sich wieder Oberwart anschloss.
Bereits zu Jahresbeginn 2002 verließ Bryant die Oberwarter wieder und kehrte in die deutsche Bundesliga zurück, wo er von den Opel Skyliners aus Frankfurt am Main für ein Spiel gegen seinen ehemaligen Verein aus Hagen eingesetzt wurde. Bryant wurde jedoch nicht weiter verpflichtet und von Skyliners-Trainer Gordon Herbert, der in der Saison 1999/2000 die Oberwarter trainiert hatte, zum Ligakonkurrenten X-Rays aus Würzburg weitervermittelt, den Herbert zuvor trainiert hatte. Mit den Würzburgern verpasste Bryant in der Bundesliga-Spielzeit 2001/02 knapp die Play-offs um die Deutsche Meisterschaft. Für die Spielzeit 2002/03 unterschrieb Bryant einen Vertrag in der zweiten spanischen Liga LEB Oro. Nach einem Monatsvertrag im November wurde er im Dezember für den Rest der Spielzeit vom balearischen Verein aus Inca verpflichtet, der erst in der Abstiegsrunde den Klassenerhalt sicherte. Im Anschluss wechselte er für die Meisterschafts-Play-offs ins iberische Nachbarland Portugal und wurde mit União Desportiva aus Oliveira de Azeméis 2003 noch Vizemeister. In der folgenden Spielzeit 2003/04 spielte er wieder in der LEB Oro für den im kantabrischen Santander ansässigen Verein „Alerta Cantabria Lobos“, mit dem er die Play-offs um den Aufstieg in die höchste spanische Spielklasse verpasste.
2004 kehrte Bryant auch aus familiären Gründen in seine Wahlheimat Österreich zurück und spielte in der mittlerweile ÖBL genannten höchsten nationalen Spielklasse für die Comets aus Oberwaltersdorf in der Bundesliga-Spielzeit 2004/05. Im Grunddurchgang verpasste man mit dem neunten Platz die Meisterschaftsrunde nur knapp. Während im Bryant für die Comets im Januar 2005 noch für das All-Star-Game der ÖBL nominiert wurde, wechselte er zwei Wochen später zum Ligakonkurrenten WBC nach Wels, der jedoch in der Meisterschaftsrunde den Sprung in die Play-offs verpasste. Im ersten Halbjahr 2006 hatte Bryant dann erneut ein Engagement in der LEB Oro in Melilla, wo er jedoch im April 2006 nur drei Spiele bestritt. Im darauffolgenden Jahr kehrte er mit 37 Jahren noch einmal beim BasketClubs aus Wien aufs Spielfeld zurück. Nach wenigen Einsätzen zu Saisonbeginn wurde er dort jedoch wieder freigestellt.